# ジャクソン・ベック
ジャクソン・ベック（Jackson Beck, 1912年7月23日 - 2004年7月28日）は、アメリカ合衆国の男性声優、俳優。ラジオドラマやTVアニメの『スーパーマン』の冒頭ナレーションや、短編アニメ映画『ポパイ』シリーズのブルートの声優を務めたことで知られる。

## 経歴
サイレント映画の俳優であったマックス・ベック(Max Beck)の息子として、1912年7月23日にニューヨーク市で産まれる。
1931年にラジオドラマ『マートとマージ』に出演。1934年からはベーブ・ルース本人が出演するラジオ番組『ベーブ・ルースの冒険』のアナウンサーを務めた。1940年から放送されたラジオドラマ『スーパーマン (ラジオドラマ)』の冒頭でジャクソン・ベックが語ったキャッチ・フレーズは多くの人に好かれることになった。
ジャクソン・ベックはヨシフ・スターリンをはじめ世界各国の指導者たちの声帯模写もラジオドラマで披露している。この他、S・S・ヴァン＝ダインの推理小説がラジオドラマ化された際には名探偵ファイロ・ヴァンス（Philo Vance）を演じているなど、数多くのラジオドラマに出演している。
スーパーマンの冒頭ナレーションはTVアニメシリーズとなった『スーパーマン新冒険』でも引き続き担当し、ナレーション以外の登場キャラクターもいくつか演じている。
92歳の誕生日を迎えた5日後の2004年7月28日に脳梗塞のため死亡。ニューヨーク市ブルックリン区のマウント・ホープ墓地に埋葬されている。

## 出演作品

### テレビアニメ
- ポパイ（ブルート / ブルータス）1944年から1962年
- スーパーマン (1940年代のアニメ映画)（ナレーション）
- 地上最強のエキスパートチーム G.I.ジョー（ナレーション）
- スーパーマン新冒険（ナレーション、ペリー・ホワイト、レックス・ルーサー）

### 映画
- 泥棒野郎（ナレーター）
- 続・夕陽のガンマン（トゥーコ）英語版吹き替え